# Stichopogon schineri
Stichopogon schineri är en tvåvingeart som beskrevs av Koch 1872. Stichopogon schineri ingår i släktet Stichopogon och familjen rovflugor. Inga underarter finns listade i Catalogue of Life.